# Rheumaptera effusa
Rheumaptera effusa là một loài bướm đêm trong họ Geometridae.